# Пляска смерти

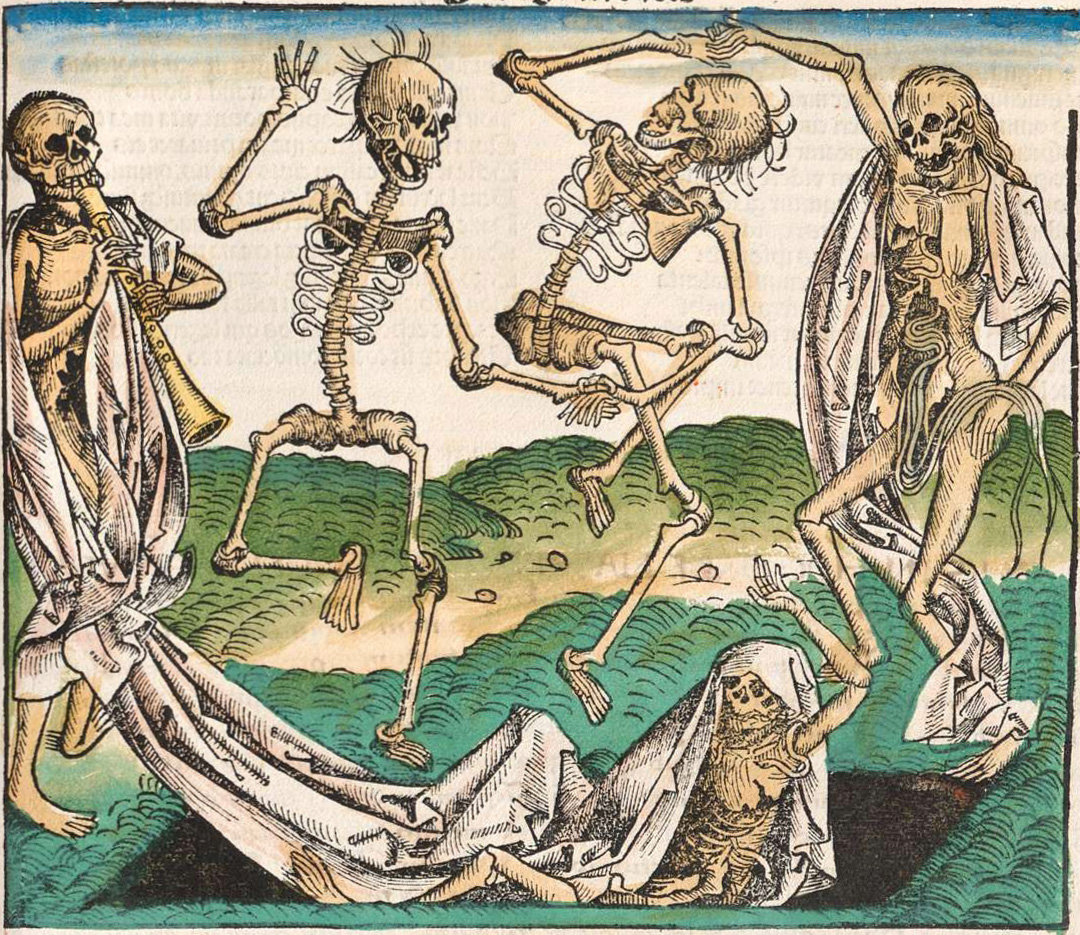
М. Вольгемут. Пляска смерти. 1493. Гравюра на дереве

Пляска смерти (др.-греч. Χορὸς τοῦ Θανάτου; лат. Mortis Saltatio; нем. Totentanz, англ. Dance of Death, исп. Danza de la muerte), Макабр (галл. от фр. Danse macabre, итал. Danza macabra) — аллегорический сюжет изобразительного искусства и словесности Средневековья, представляющий собой один из вариантов европейской иконографии бренности человеческого бытия: персонифицированная Смерть ведёт к могиле пляшущих представителей всех слоёв общества — знать, духовенство, купцов, крестьян, мужчин, женщин, детей.
Первые «Пляски смерти», появившиеся в 1370-х годах, представляли собой серии рифмованных девизов, служивших подписями к рисункам и живописным полотнам. Они создавались вплоть до XVI века, однако архетипы их восходят к древней латинской традиции.

## История
Пляска смерти — род аллегорической драмы или процессии, в которой главным корифеем являлась смерть и которая некогда представлялась в лицах и часто изображалась в картинах, гравюрах и скульптурных произведениях на Западе Европы. В основании её содержания лежали идеи о ничтожестве человеческой жизни, ежеминутно угрожаемой кончиною, о мимолётности земных благ и несчастий, о равенстве всех и каждого пред лицом смерти, внезапно сражающей и папу, и императора, и последнего из простолюдинов, одинаково неумолимо уносящей и старца, и юношу, и новорождённого младенца. Подобные идеи коренились в самой сущности христианского учения, но особенно занимали умы в эпоху средних веков, когда под влиянием тяжёлых условий жизни воображению простодушно верующих смерть представлялась суровой карательницей злых и благодетельницей добрых и притеснённых, открывающей для них двери в другой, лучший мир. Мысли о смерти и о тщете всего земного получили особенно широкое распространение в народных массах около конца X века, когда ожидалось близкое наступление кончины мира. Вероятно, около того же времени явились первые попытки народной словесности облечь эти мысли в поэтические, образные формы. Впоследствии, в годы моровых поветрий и других общественных бедствий, такие попытки учащались и приводили к сочинению более сложных и замысловатых аллегорий. Вначале смерть олицетворялась то в виде земледельца, поливающего поле человеческой жизни кровью, то в виде могущественного царя, ведущего беспощадную войну с людским родом, и тому подобного.

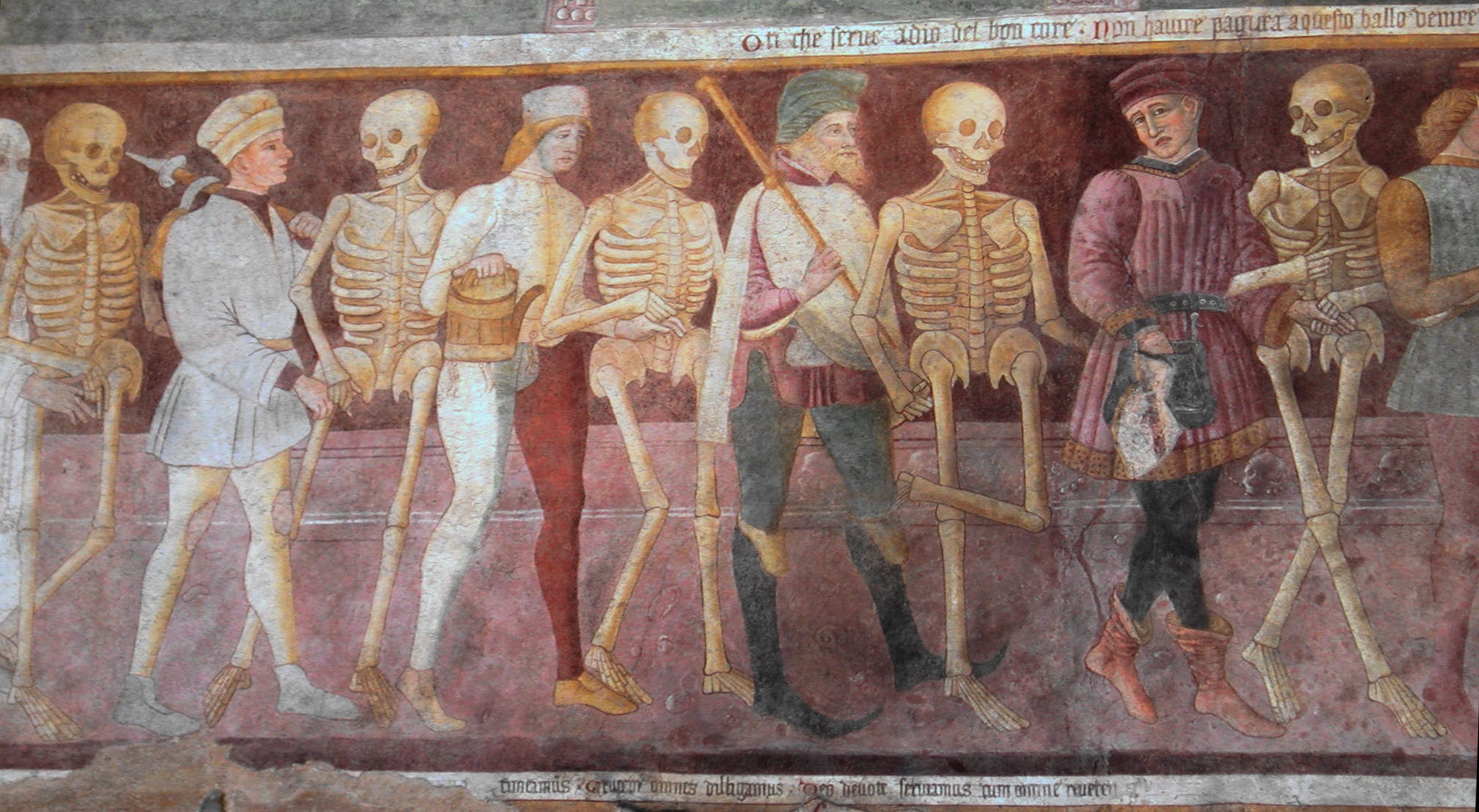
Пляска смерти, Клузоне, Ораторио деи Дишиплини

Позже в содержании подобных сочинений начинает преобладать горький юмор: смерть изображается, например, ловким шулером, наверняка обыгрывающим всякого партнера, или водителем хоровода, в котором невольно участвуют люди всех возрастов, званий и состояний, или злорадным музыкантом, заставляющим всех и каждого плясать под звуки своей дудки. Такие иносказания пользовались большой популярностью и так как по заключавшемуся в них назидательному элементу могли служить к укреплению религиозного чувства в народе, то католическая церковь ввела их в круг мистерий и допустила их изображения на стенах храмов, монастырских оград и кладбищ. Драма и танцы были в ту пору неразрывно связаны между собой; этим объясняется происхождение названия Пляски смерти. В простейшем своём виде она состояла из краткого разговора между смертью и 24 лицами, разделённого по большей части на четверостишия. Представления этого рода во Франции были в большом ходу в XIV веке. По-видимому, в них выводились на сцену семь братьев-Маккавеев, их мать и старец Елеазар (II кн. Маккав., гл. 6 и 7), вследствие чего явилось название «Маккавеевская Пляска», потом превратившееся в «Danse macabre». Быть может, впрочем, название Маккавеевской произошло от того, что представление Пляски смерти первоначально совершалось в день памяти перенесения мощей Маккавеев в 1164 году из Италии в Кёльн. Лицевые изображения Пляски смерти на стенах парижского кладбища des Innocents существовали уже в 1380 году. Картины обыкновенно сопровождались виршами, соответствовавшими содержанию представленных сцен.

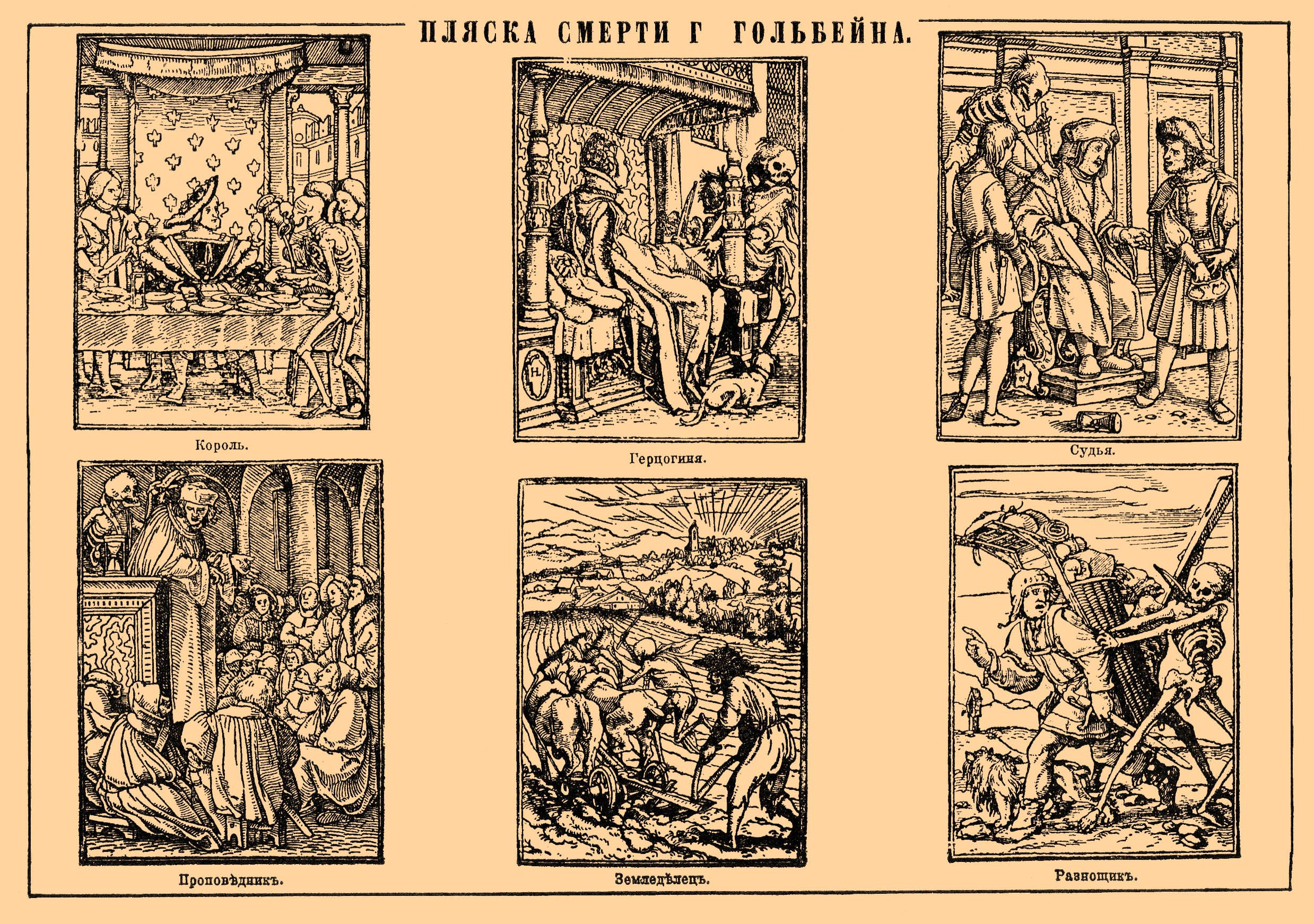
В 1524—1526 годах Гольбейн Младший исполняет серию рисунков «Образы смерти» (известных под названием «Пляска смерти»), представляющих собой аллегорический комментарий к немецкой действительности эпохи Великой крестьянской войны. (Изданы в гравюрах на дереве в 1538 году)
С начала XV века Пляска смерти стала всё чаще и чаще воспроизводиться не только в живописи, но и в скульптуре, в резьбе по дереву, на коврах и (с 1485 года) в книжных иллюстрациях. Из Франции любовь к изображениям и стихотворным объяснениям Пляска смерти перешла в Англию и — как указывает на то одно место в Дон-Кихоте Сервантеса — в Испанию. Нигде не привилась она так сильно, как в Германии. Древнейшим из немецких изображений Пляски смерти (начала XIV века) была исчезнувшая стенная живопись в бывшем Клингентальском монастыре близ Базеля. Здесь вся композиция распадалась на отдельные группы в числе 38, причём в каждой из них фигурировала смерть. В одной из капелл Мариинской церкви в Любеке Пляска смерти представлена в своём простейшем виде: 24 фигуры, изображающие духовенство и мирян в нисходящем порядке, начиная с папы и кончая крестьянином, перемежаясь с фигурами смерти, принявшей облик закутанного в саван, сморщившегося человеческого трупа, держатся рука за руку и образуют вереницу, которая корчится и пляшет под звуки флейты, на которой играет смерть, представленная отдельно от прочих фигур; стихотворные подписи под этою картиною на нижненемецком наречии отчасти сохранились. Несколько позже написана Пляска смерти, сохранившаяся в сенях под колокольней Церкви Святой Марии в Берлине, с 28 танцующими парами. Клингентальская Пляска смерти была повторена (ранее середины XV века) на стене мирского кладбища при Базельском монастыре доминиканского ордена; число и расположение пляшущих фигур остались без изменения, но в начале композиции прибавлены священник и скелет, а в конце — сцена грехопадения Адама и Евы. Эта живопись, реставрированная в 1534 году Гансом Глубером, погибла в 1805 году при сломке стены, на которой была исполнена; под названием «Базельской Смерти» она пользовалась известностью во всей Германии, служила прототипом изображений того же сюжета в других местах и нередко воспроизводилась в рисунках рукописей, книжных гравюрах и терракотовыx фигуркаx.

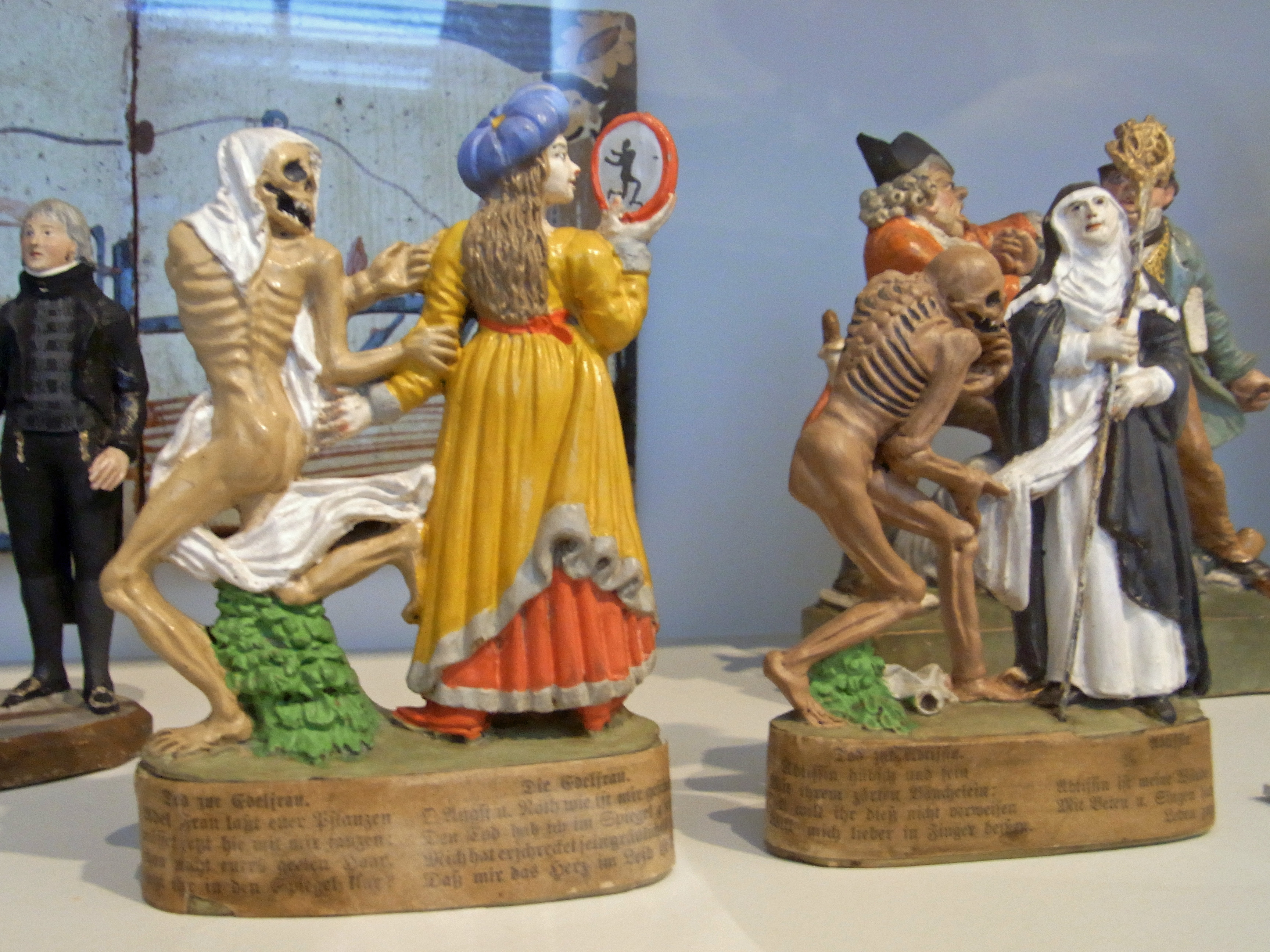
Смерть и дворянка, смерть и игуменья — терракотовые фигурки по мотивам гравюр Маттеуса Мериана

На неё походили картины в церкви предикаторов в Страсбурге, а также картины, написанные Н. Мануэлем (в первой половине XV века) на стенах кладбища в монастыре того же ордена в Берне. Вообще, братья этого ордена считали, по-видимому, подобные картины немаловажным пособием для достижения своей цели — внушения религиозного страха слушателям и обращения грешников на истинный путь. В 1534 году герцог Георг Саксонский приказал исполнить и поместить на стене третьего этажа своего дворца в Дрездене длинный каменный рельеф, представляющий Пляску смерти в 27 фигурах натуральной величины; этот рельеф сильно пострадал во время пожара 1701 года, но был реставрирован и перенесён на кладбище дрезденского Нойштадта, где его можно видеть и ныне. По усовершенствовании искусства гравирования и изобретении книгопечатания стали расходиться в большом количестве народные, общедоступные картинки Пляски Смерти в виде отдельных листов или тетрадок со стихотворным текстом и без него. Самое знаменитое из таких изданий — серия 58 изображений, гравированных на дереве Гансом Лютцельбургером с рисунков Г. Гольбейна Младшего, который, сочиняя их, отступил от старинного типа подобных композиций и отнёсся к сюжету совершенно по-новому. Он задался целью выразить не столько идею о том, что смерть одинаково нещадно сражает человека, каковы бы ни были его возраст и общественное положение, сколько представить, что она является нежданно среди житейских забот и наслаждений; поэтому вместо вереницы фигур или пляшущих пар он нарисовал ряд отдельных, не зависящих одна от другой сцен, обставленных подходящими околичностями и в которых смерть является непрошенной гостьей, например, к королю, когда он сидит за столом, уставленным обильными яствами, к знатной даме, ложащейся спать в своей роскошной опочивальне, к проповеднику, увлекающему своим красноречием толпу слушателей, к судье, занятому разбирательством тяжебного дела, к крестьянину, вспахивающему поле, к врачу, принимающему пациента, и так далее.

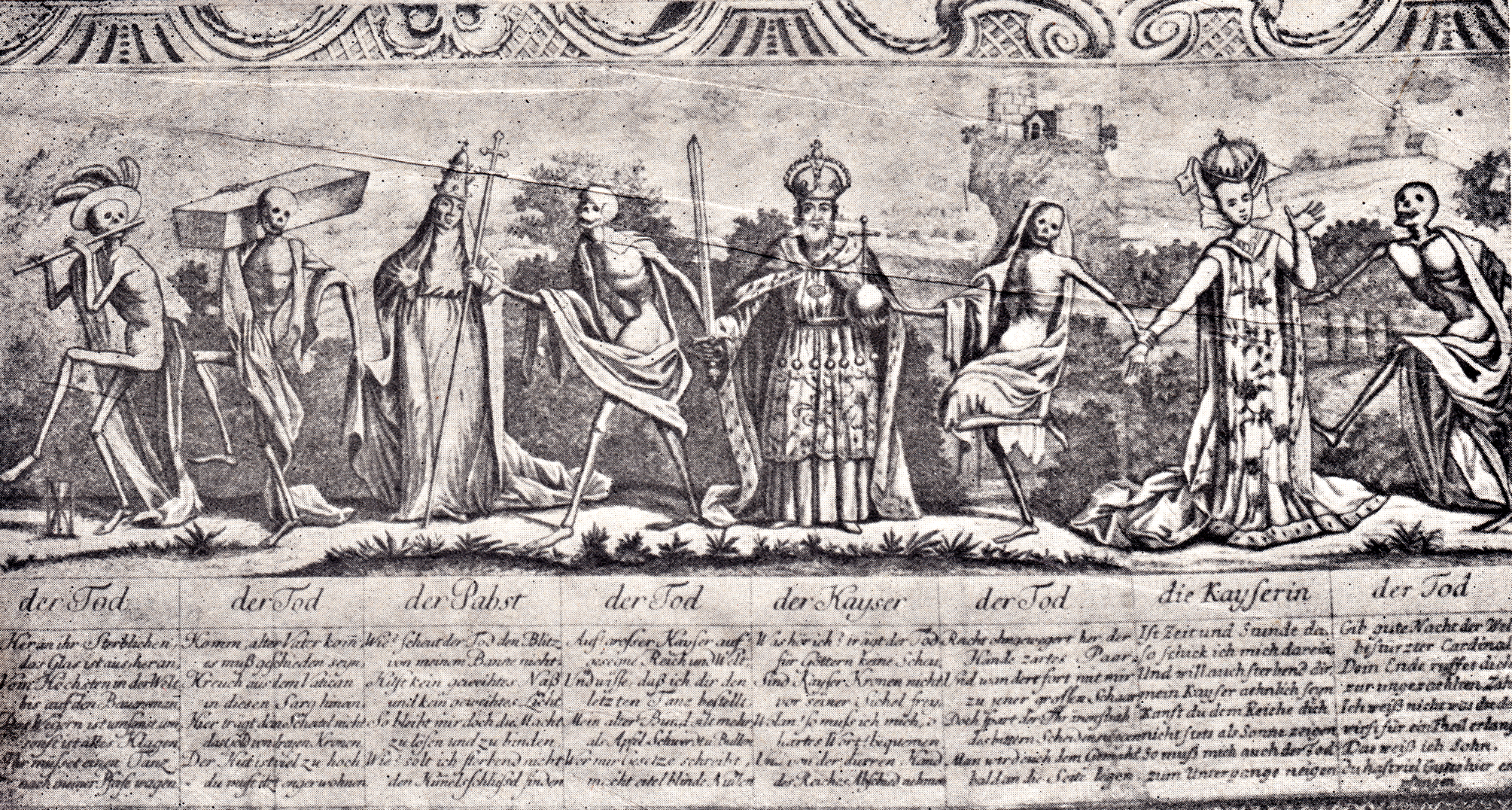
Пляска смерти, штрихованная гравюра неизвестного немецкого художника 1783 года по композиции Бернта Нотке

## Сюжет в культуре

### Изобразительное искусство

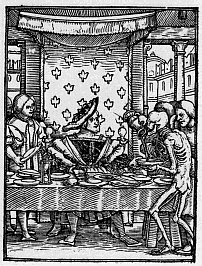
Ганс Гольбейн Младший, Пляска смерти, 1538 год

- Нотке, Бернт
- Конрад Виц (1440)
- Иеронимус Босх
- Бернт Нотке (1477)
- Гийо Маршан (1486)
- Михаэль Вольгемут (1493)
- Гольбейн Младший (1538)
- Питер Брейгель Старший (1563)
- Якоб Хибелер (1602)
- Вацлав Холлар (1651)
- Альфред Ретель (1848)
- Макс Слефогт (1896)
- Отто Дикс (1917)
- Альфред Кубин (1918)
- Ловис Коринт (1921)
- Эрнст Барлах (1924)
- Франс Мазереель (1941)
- Эрнст Фукс (1983)

### Музыка

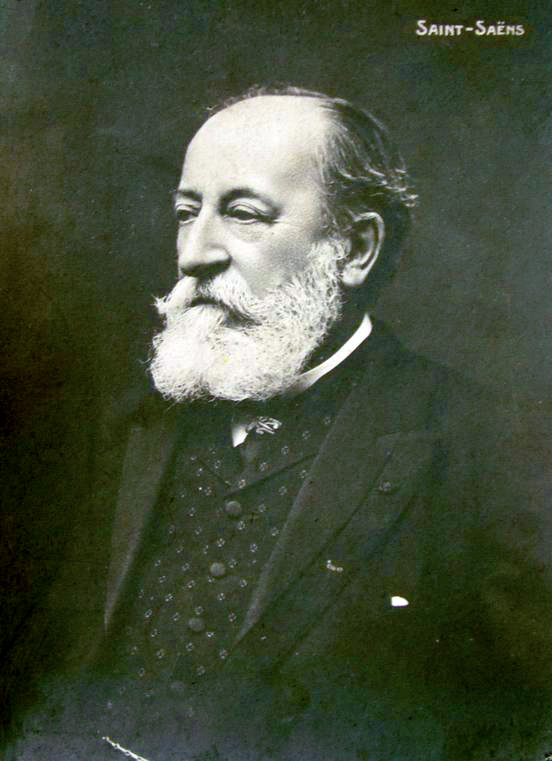
Камиль Сен-Санс

- Аугуст Нёрмигер, Mattasin oder Toden Tanz (1598)
- «Человек исчезает, как тень» (Passacaglia della vita или «Homo fugit velut umbra»), приписывается Стефано Ланди
- Шуберт — Клаудиус, «Смерть и девушка (Der Tod und das Mädchen (1817)»
- Ференц Лист (1849, вдохновлено фреской Орканьи в церкви Санта-Кроче, Флоренция, а также написана в ответ на посвящение ему Альканом цикла для фортепиано «Три пьесы в патетическом духе» op.15 (1837), среди которых была написана ми-бемоль-минорная пьеса «Смерть» op.15-3 на тему средневековой секвенции «Dies irae» — именно эта пьеса Алькана вдохновила Листа на написание своей версии парафраза на секвенцию «Dies irae»)
- Камиль Сен-Санс (1874)
- Модест Мусоргский, Песни и пляски смерти (1875—1877)
- Арнольд Шёнберг (1914)
- Луи Вьерн, 4-я часть поэмы «Одиночество» (1918)
- Хуго Дистлер. Мотет № 2 (между 1935 и 1942)
- Артюр Онеггер, оратория «Пляска смерти» (1938)
- Бенджамин Бриттен, оп. 14 (1939)
- Франк Мартен, опера «Пляска смерти в Базеле» (1943)
- Дмитрий Шостакович, оп. 67 (1944)
- Виктор Ульман (1944)
- Юрьё Килпинен, сюита «Пляска смерти», oп. 84
- Джордж Крам, «Чёрные ангелы», ч. 1 (1971)
- Дьёрдь Лигети, опера «Великий Мертвиарх» (1977)
- Обработка симфонической поэмы «Dance Macabre» Камиля Сен-Санса (1874) нидерландской прогрессив-рок-группой Ekseption. Используется в телепередаче «Что? Где? Когда?» (1981)
- Фредерик Магле, симфоническая сюита «Кортеж и пляска смерти» на текст Хенрика, принца-консорта Датского (2009)
- Iron Maiden, песня с одноимённого альбома «Dance Of Death» (2003)
- Арефьева Ольга и Ковчег, «Danse Macabre» из альбома «Хина» (2020)
- AL-90 «Makabr» из альбома «Murmansk-60» (2018)
- Ghost — «Dance Macabre» (2018)
- Belphegor, Totentanz — «Dance Macabre» (2022)
- MoonDeity — «Danse Macabre»
- Horus, Atl — «Макабр» (2022)
- The Meto — «Яд» (2023), макабр использован в обложке сингла
- The Faint — «Danse Macabre» (2001)
- Kikuo — «Shikabane no odori» (2013)

### Кино
В XX в. сюжет входит в кино
- Пляска смерти Александра Волкова (1916)
- Пляска смерти Отто Рипперта по сценарию Фрица Ланга (1919)
- Пляска смерти Дадли Мёрфи[англ.], фильм-балет с элементами анимации на музыку Сен-Санса (1922)
- Правила игры Жана Ренуара (1939)
- Седьмая печать Бергмана (1957)
- Рим Феллини (1972)

и др.

### Театр
- Балет Курта Йосса «Зелёный стол. Пляска смерти в 8 картинах для 16 танцоров» (1932)
- «Театральный центр» из Тбилиси, Грузия, в 1998 году поставил спектакль «Пляска смерти» по произведению Августа Стриндберга, шведского драматурга (1849—1912). Режиссёр — Автандил Варсимашвили, художник — Шота Глурджидзе, композитор — Вато Кахидзе. В спектакле заняты: Рамаз Чхиквадзе, Гурам Сагарадзе, Нана Пачуашвили
- В постановке «Тампль» (2000) рок-ордена «Тампль» кульминационный номер — сожжение Жака де Моле — озаглавлен «Пляска Смерти»